# Бернгард, Олег Эдгардович
Бернгард Олег Эдгардович (7 июля 1909, Мюнхен, Германская империя — 8 июля 1998, Екатеринбург, Россия) — российский художник-пейзажист. Член АХРР (Ассоциации художников революционной России) с 1928 года, член Союза художников СССР с 1932 года.

## Биография
Родился 7 июля 1909 года в Мюнхене, в семье театрального художника Эдгара Бернгарда, русского подданного, и известной польской пианистки Ванды Тшаске.
В 1914 году, с началом Первой Мировой войны, в Германии усилились антирусские настроения и семья была вынуждена эмигрировать в Швейцарию, а затем, через Англию, Норвегию, Финляндию — в Петроград.
В 1916 году Ванда Антоновна приняла приглашение дирекции Екатеринбургского музыкального училища провести ряд концертов, а позже осталась в Екатеринбурге и более 30 лет, с января 1917 года, работала в училище преподавателем по классу фортепиано. В Екатеринбурге Олег Бернгард получил начальное образование и учился по классу виолончели в музыкальной школе. Тем не менее, юношу больше привлекала не музыка, а рисование — он с упоением пишет сцены битв и рыцарские доспехи. Собрав детские рисунки Олега, мать показала их преподавателю художественной школы А. А. Арнольдову, который взялся обучать мальчика. В художественной школе Олег получил начальные знания в области реалистического рисунка.
В 1924 году Бернгард поступает в Уральское художественно-промышленный техникум и тогда же знакомится с И. К. Слюсаревым, известным уральским пейзажистом, у которого будет изучать основы пейзажной живописи. Также в 1920-е обучался в индивидуальных мастерских И. К. Слюсарева, Л. В. Туржанского, О. Е. Машкевича. Именно Слюсарев познакомил Олега с Леонардом Викторовичем Туржанским, которого художник позже вспоминал тёплыми словами: «Он много помог мне. У него я учился пониманию цвета, он заставил меня почувствовать жизнь природы. Никогда я не думал, что стану пейзажистом, а после Туржанского, я уже не представлял себе другой жизни».
Закончив обучение, в 1928 году был принят в члены Ассоциации художников революционной России (АХРР), объединявшей в своих рядах всех художников-реалистов. Член Союза художников СССР с 1932 года (1942—1958 Нижнетагильского отделения Свердловской организации, с 1958 Свердловского союза художников).
В 1928—1936 годах работал художником мастерских «Новый фронт», «Урал — Художник», издательства «УралОГИЗ», газеты «Уральский рабочий», в 1930-е по проектам О. Бернгарда перестроено здание для Уральского геологического музея, оформлен свердловский «Пассаж». В 1941—1942 годы был участником выпусков «Окон ТАСС», агитвитрин «В бой за Родину». В 1942 году был признан «социально опасным по национальному признаку», мобилизован в Трудармию и направлен на Кирпичный завод в Нижний Тагил.
В 1942—1945 годах был художником политотдела Тагилстроя — Тагиллага НКВД (трудармия), тиражной газеты «Сталинская Стройка». В 1945—1953 годах — художником Нижнетагильского драматического театра и Театра кукол.
С 1947 по 1956 год работал преподавателем Нижнетагильского училища прикладного искусства. Среди его учеников заслуженные художники России П. С. Бортнов и Л. Г. Зудов. В 1952 году совместно с художниками В. П. Елисеевым, А. А. Кудриным, А. В. Киприяновым принял участие в создании настенной росписи «Сказы Бажова» во Дворце культуры Нижетагильского металлургического завода. Принимал участие в создании НТГМИИ и художественно-производственных мастерских, сотрудничал с Нижнетагильским краеведческим музеем.
В 1958 году был реабилитирован, вернулся в Свердловск. Совершил творческие поездки на Волгу, Чусовую и Уфу, на Северный и Южный Урал, на Кавказ и в Крым.
Скончался 8 июля 1999 года в Екатеринбурге. Похоронен на Сибирском кладбище.
Участие в выставках
городских Свердловск, Нижний Тагил, в том числе всех основных 1940—1950-х,
- 1945 — Нижнетагильских художников;
- 1947 — Художественная;
- 1957 — Произведений нижнетагильских художников;
- 1959 — Дворец культуры НТМК,
- 1972 — 250-лет Нижнему Тагилу;
- 1972 — К юбилею П. П. Бажова;
- 1976 — «Тагил в произведениях художников»;
- 1980 — 25 лет мастерских;
- 1981 — «Пейзаж в творчестве уральских художников»;
- 1999 — «Рождественские дары»;
- 2003 — 60 лет НТГО ВТОО «СХР»;
- 2012 — 70 лет НТГО ВТОО «СХР»

- областная 1928 — Свердловск,
- 1951 — передвижная тагильских и свердловских художников;
- 1957 — Произведений свердловских художников;
- 1959 — Областная художественная;

а также многих 1930—1990 — зональные
- 1964 — «Урал социалистический», Свердловск

республиканские 1954—1956,
- зарубежных 1991, социалистический реализм советского искусства, Турин, Италия;
- 1992, искусство России от соцреализма до современности, Каракас, Венесуэла

персональные 1970, 2009 — НТМИИ, Нижний Тагил;
1999, 2004, 2009 — Екатеринбург;
персональные — 1970, НТМИИ, Нижний Тагил;
1999, Екатеринбург

## Награды
Премия комитета по делам искусств РСФСР за спектакль Нижнетагильского театра кукол «Огневушка-поскакушка» по сказу П. П. Бажова

## Коллекции
Ирбитский МИИ, Нижнетагильский МИИ, Екатеринбургский МИИ, НТМЗ «Горнозаводской Урал», Дом офицеров УралВО/Екатеринбург, Галерея «ДА»(Дом актёра)/Екатеринбург, Башкирском государственном художественном музее им. М. В. Нестерова, Уфа, в музеях и частных собраниях Австрии, Великобритании, Венесуэлы, Германии, Франции, Италии, Чехии, Канады, США.
В 2009 году, по случаю 100-летия мастера, Союзом филателистов при участии Почты России, была выпущена серия из семи конвертов и открытки со спец гашением «1909—2009» и один конверт собственно от Почты России.

## Галерея

Работы О. Э. Бернгарда на почтовых конвертах
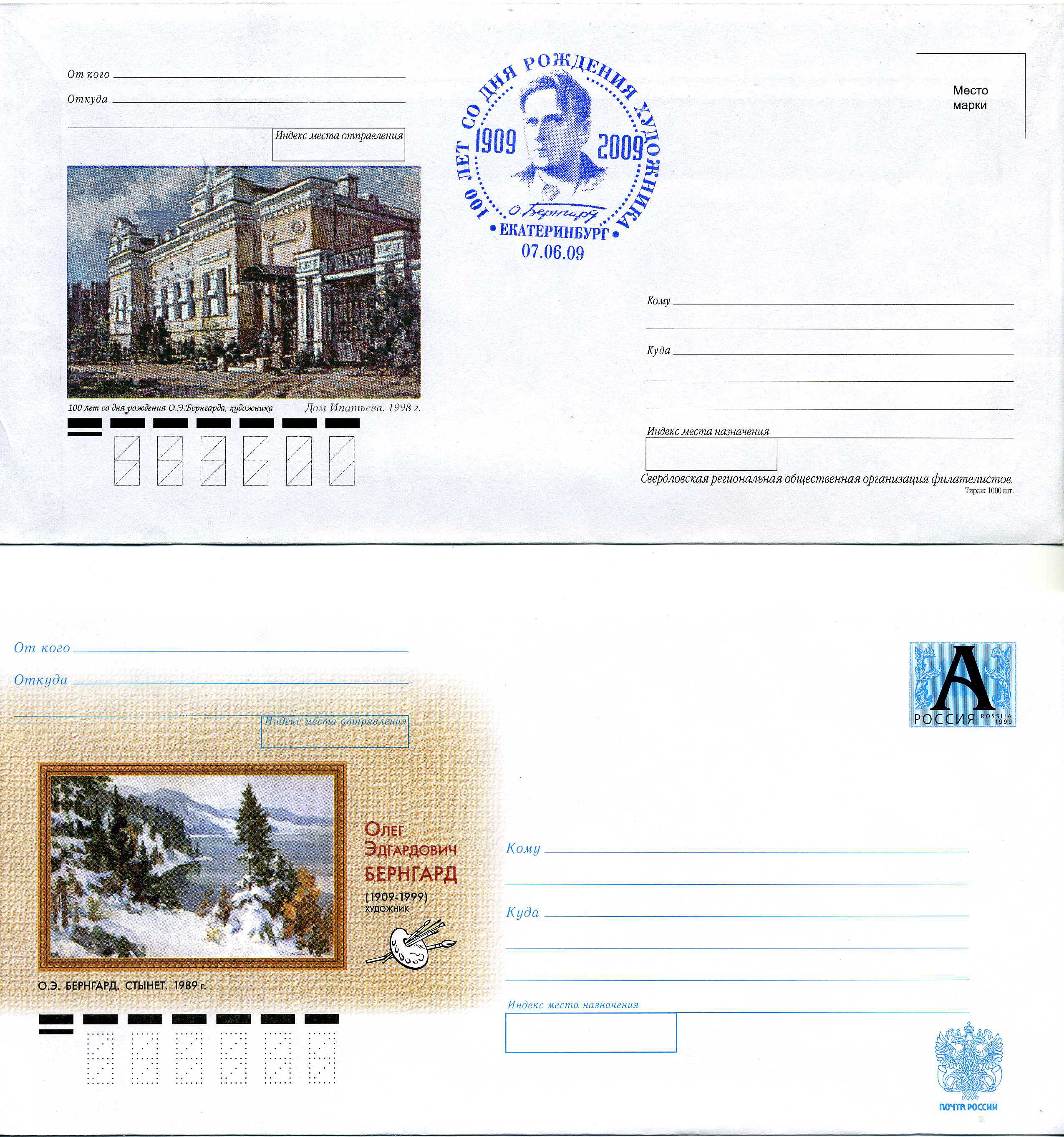
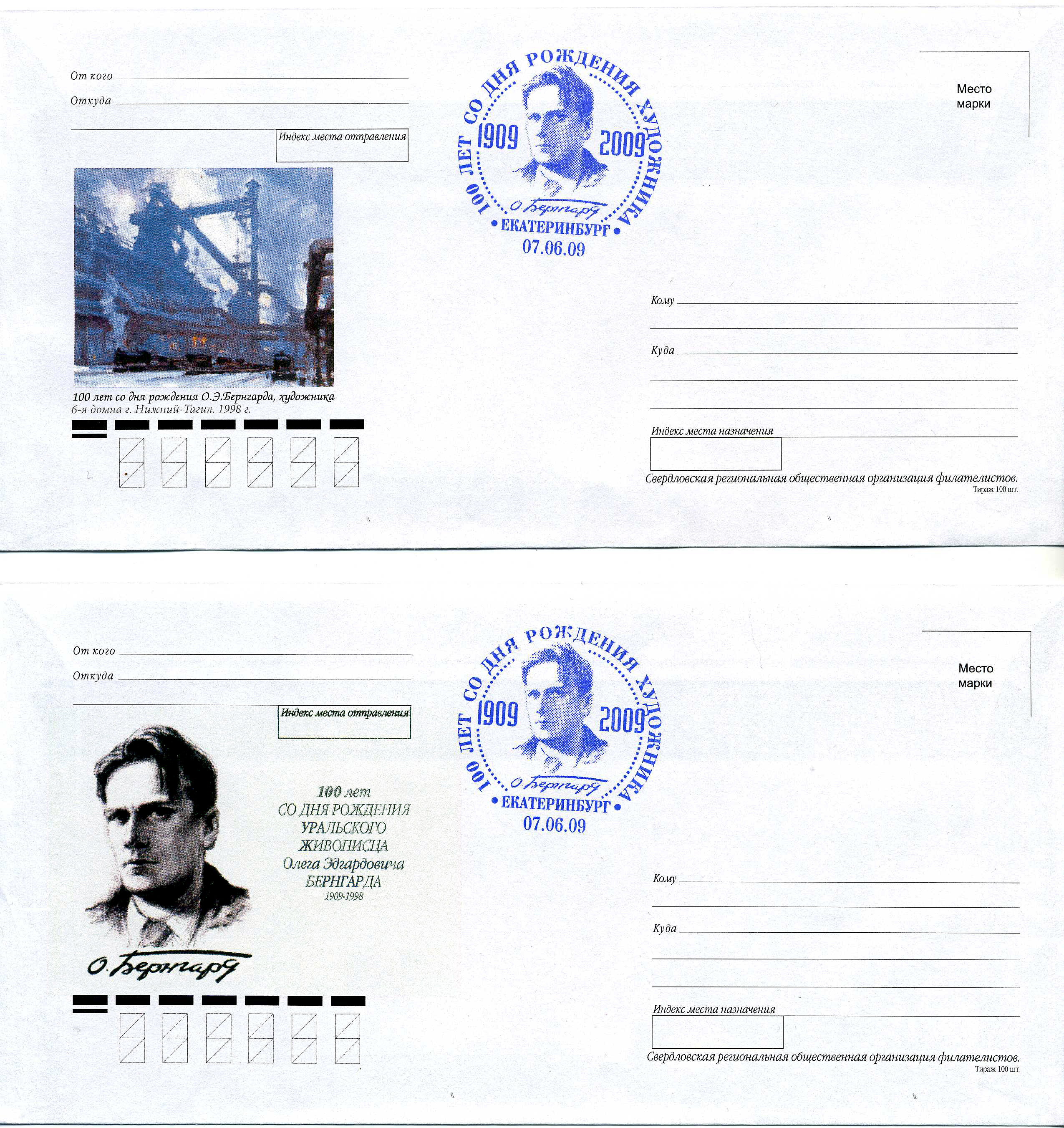
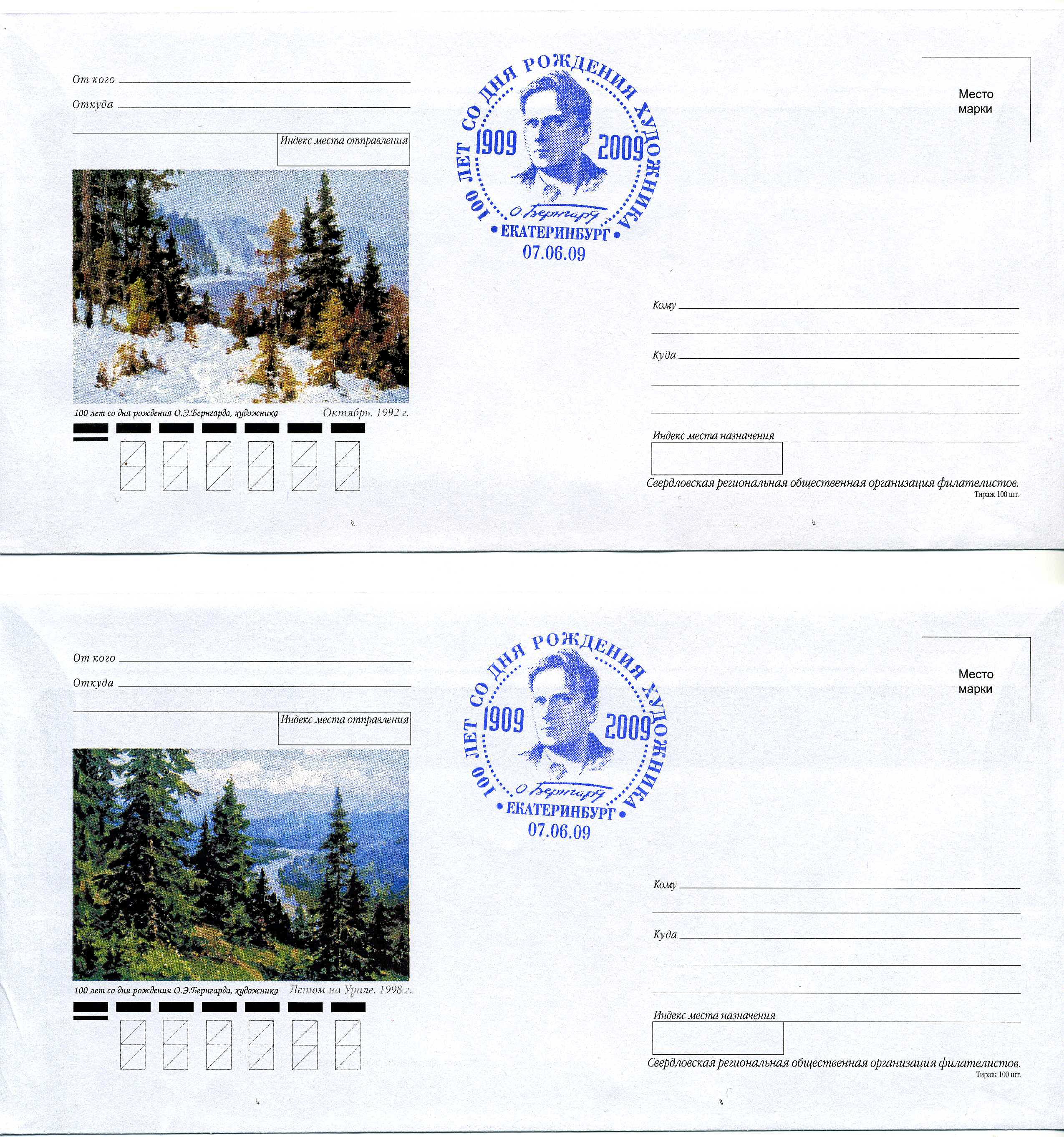
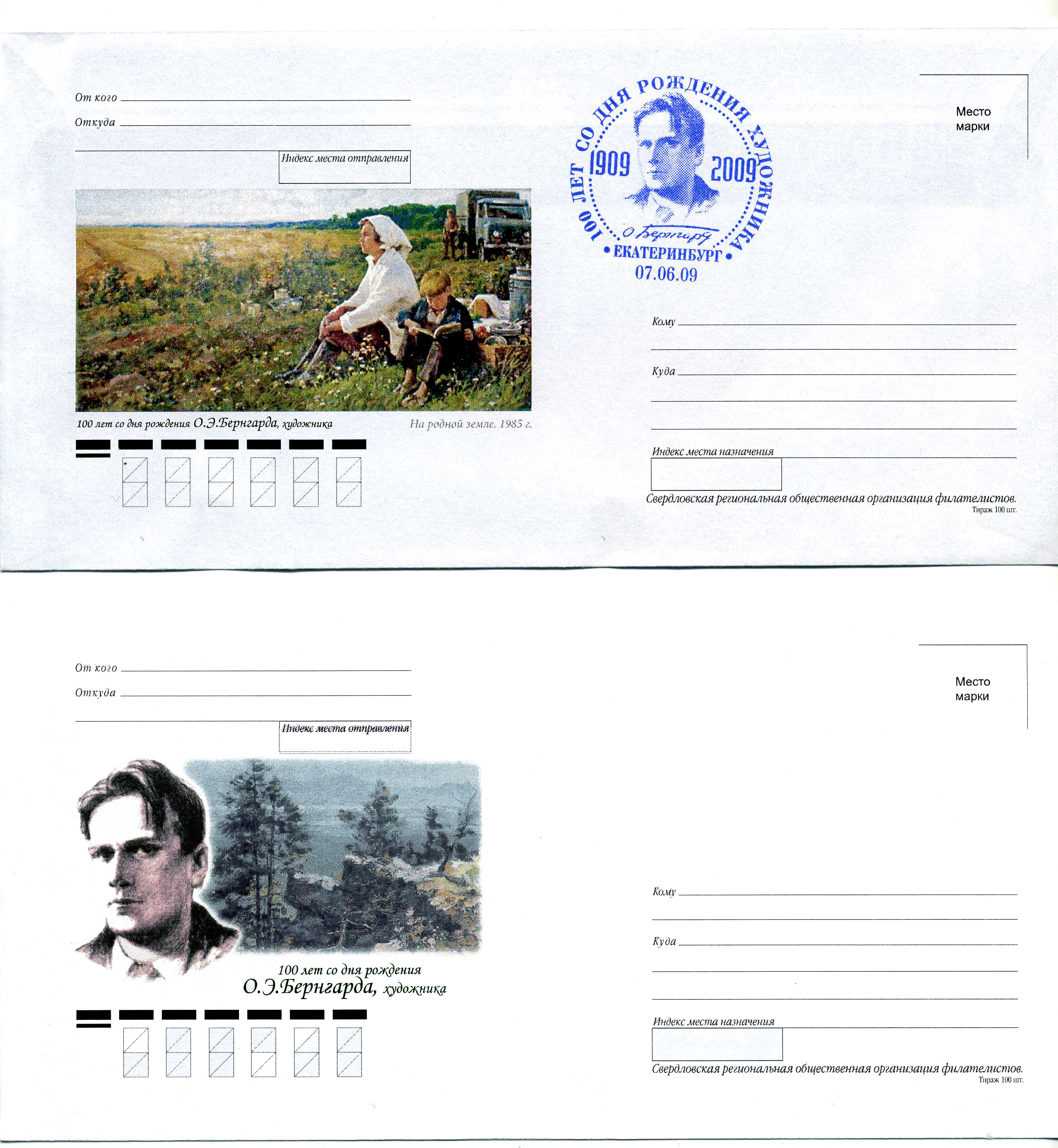